# Amat d'Oloron
Amat d'Oloron (... – Bordeaux, 1101) è stato un vescovo francese.
Monaco cluniacense, fu nominato (1073) vescovo di Oloron e ambasciatore di Gregorio VII in Aquitania (1074) e Spagna (1077).
Oppositore di Berengario di Tours, divenne (1089) arcivescovo di Bordeaux e mantenne la diocesi fino alla morte.
| Controllo di autorità | VIAF (EN) 49616385 · BAV 495/267766 · CERL cnp00293595 · GND (DE) 102517908 |